# Sołczur
Sołczur (ros. Солчур) – wieś w Rosji, w Tuwie, w kożuunie owiurskim. W 2010 liczyła 936 mieszkańców.

## Urodzeni
- Ajan-ooł Ondar